# Cousine (Seychelles)
Pour les articles homonymes, voir Cousine.
Cousine est une île appartenant à l'archipel des Seychelles, située à six kilomètres au sud-ouest de Praslin.
L'île a été reconnue zone importante pour la conservation des oiseaux.

## Géographie

Cousine, Cousin, Praslin et Curieuse.
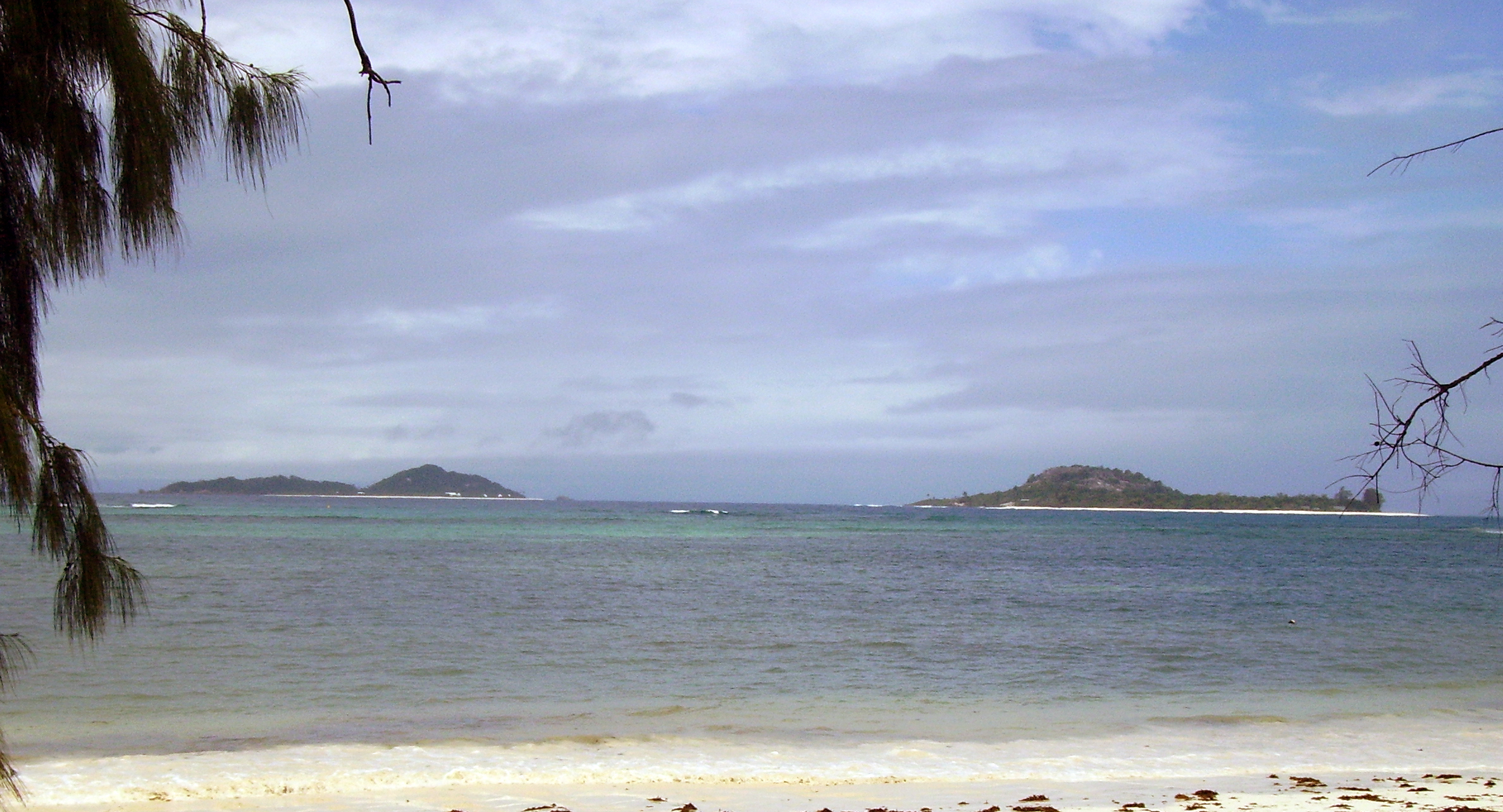
Cousine (à gauche) et Cousin (à droite) de l'île Praslin.